# キラキラ★アイドル研究所
キラキラ★アイドル研究所（キラキラアイドルけんきゅうじょ）とは、女性アイドルの魅力を引き出すために制作された、アイドルをまるかじり★アイドルcheck!内のコンテンツ。

## 概要
女性アイドルが裁縫、アート、遊びなど多岐に渡るジャンルの習い事に挑戦し、その奮闘ぶりをWeb上の動画で伝えつつ、彼女たちの新しい一面や才能を発掘する。
同時に、これらの習い事を通してそのアイドルたちが実際に作ったグッズ、さらにはアイドル自身の私物をオークションに出品し、ファンがそれを落札する。落札金額はアイドルそれぞれに対する評価のひとつと見なされる。
将来的には、この研究所所属アイドルが出演するムービーが企画されており、この落札金額の高低も出演者選考の参考になる。また、落札額の一部は、そのムービーの製作費の一部として積み立てられる。2006年～2007年にムービーの製作を開始し、完成した作品は映画館、インターネット、DVDなどを通して配信される予定となっている。

## 参加アイドル

### あ行
- 秋野結
- あすか
- あべなぎさ
- 天野莉己
- 伊佐七子
- 石井琴里
- 石川琉那
- 和泉里奈
- 伊藤まゆ
- 岩下美佳子
- 岡田茜
- 小川裕美子

### か行
- 笠原麻理奈
- 柏木恋
- 川奈栞
- 河村涼
- 九能さやか
- 久保田清美
- 熊谷ちか
- 倉田ミクロン葵
- 黒澤ひかり
- 小坂優舞
- 小西美希

### さ行
- 佐々木悠美
- 佐々部裕子
- 沢村ユリ
- 篠崎まゆ
- 渋沢一葉
- 清水花梨
- 白井絵莉
- 白河理子
- 白珠苺
- 鈴木愛可
- 鈴木梨乃
- 鈴木伶香
- 関谷彩花
- 関谷愛里紗

### た行
- 高野沙織
- 竹内ひな
- 武田愛可
- 立花未樹
- 橘未来
- 田村絢子
- 橘瑠衣

### な行
- 直江真梨菜
- 永井由香里
- 中川珠姫
- 中嶋かねこ
- 長嶋美紗
- 中田唯
- 夏木彩
- 名波蛍
- 野村日香里

### は行
- 平野みか
- 堀江真子

### ま行
- 聖夏
- 三好あかり

### や行
- 安永美久
- 柳澤伶弥
- 山本玲菜
- 湯本紗季
- 吉田有希

### わ行
- 若林翔子